# Gjocaj
Gjocaj è una frazione del comune di Peqin in Albania (prefettura di Elbasan).
Fino alla riforma amministrativa del 2015 era comune autonomo, dopo la riforma è stato accorpato, insieme agli ex-comuni di Karinë, Pajovë, Përparim e Shezë a costituire la municipalità di Peqin.

## Località
Il comune è formato dall'insieme delle seguenti località:
- Gjocaj
- Celhakaj
- Hasmashaj
- Kurtaj
- Vashaj
- Rumbullak
- Bregas
- Bardhaj
- Blina
- Selimaj